# Anadia marmorata
Anadia marmorata е вид влечуго от семейство Gymnophthalmidae. Видът е световно застрашен, със статут Уязвим.

## Разпространение
Разпространен е във Венецуела.